# Устянська сільська рада (Борщівський район)
У́стянська сільська́ ра́да — адміністративно-територіальна одиниця та орган місцевого самоврядування в Борщівському районі Тернопільської області. Адміністративний центр — село Устя.

## Загальні відомості
- Територія ради: 3,902 км²
- Населення ради: 1 346 осіб (станом на 2001 рік)
- Територією ради протікають річки Дністер, Нічлава

## Населені пункти
Сільській раді підпорядковані населені пункти:
- с. Устя
- с. Михалків

## Населення
Згідно з переписом УРСР 1989 року чисельність наявного населення сільської ради становила 3259 осіб, з яких 1502 чоловіки та 1757 жінок.
За переписом населення України 2001 року в сільській раді мешкали 1333 особи.

### Мова
Розподіл населення за рідною мовою за даними перепису 2001 року:
| Мова       | Відсоток |
| ---------- | -------- |
| українська | 99,03 %  |
| російська  | 0,74 %   |
| білоруська | 0,15 %   |
| молдовська | 0,07 %   |

## Склад ради
Рада складається з 20 депутатів та голови.
- Голова ради:
- Секретар ради: Тимофійчук Віта Петрівна

### Керівний склад попередніх скликань
| Прізвище, ім'я, по батькові | Основні відомості                                    | Дата обрання | Дата звільнення |
| --------------------------- | ---------------------------------------------------- | ------------ | --------------- |
| Стрижибовт Ярослав Іванович | Сільський голова, 1955 року народження, безпартійний | 26.03.2006   | 31.10.2010      |

Примітка: таблиця складена за даними сайту Верховної Ради України

### Депутати
За результатами місцевих виборів 2010 року депутатами ради стали:

#### За суб'єктами висування
| Суб'єкт висування | Кількість обраних депутатів | %   |
| ----------------- | --------------------------- | --- |
| Самовисування     | 20                          | 100 |

#### За округами
| № округу | Прізвище, ім'я, по батькові   | Дата визнання обраним | Освіта             | Партійна приналежність      | Відомості про обраного депутата                                        |
| -------- | ----------------------------- | --------------------- | ------------------ | --------------------------- | ---------------------------------------------------------------------- |
| 1        | Романюк Петро Якович          | 02.11.2010            | вища               | позапартійний               | Устянська загальноосвітня школа І-ІІ ст., директор                     |
| 2        | Амбросійчук Олег Михайлович   | 02.11.2010            | вища               | позапартійний               | Гермаківськелісництво, лісоруб                                         |
| 3        | Ісаюк Роман Юліанович         | 02.11.2010            | середня спеціальна | позапартійний               | Устянська загальноосвітня школа І-ІІ ст., сторож                       |
| 4        | Амбросійчук Михайло Кирилович | 02.11.2010            | середня            | позапартійний               | Устянська загальноосвітня школа І-ІІ ст., зав.госп                     |
| 5        | Гуска Світлана Романівна      | 02.11.2010            | вища               | позапартійна                | Устянська сільська рада, головнийбухгалтер                             |
| 6        | Мосорук Роман Юрійович        | 02.11.2010            | вища               | позапартійний               | приватний підприємець                                                  |
| 7        | Гнатюк Петро Миколайович      | 02.11.2010            | вища               | позапартійний               | тимчасово не працює                                                    |
| 8        | Дутка Людмила Йосифівна       | 02.11.2010            | вища               | член Народного Руху України | Устянська загальноосвітня школа І-ІІ ст., вчитель                      |
| 9        | Романюк Олекса Васильович     | 02.11.2010            | вища               | позапартійний               | пенсіонер                                                              |
| 10       | Котик Василь Степанович       | 02.11.2010            | вища               | позапартійний               | пенсіонер                                                              |
| 11       | Петрученко Богдан Мар'янович  | 02.11.2010            | вища               | позапартійний               | пенсіонер                                                              |
| 12       | Підлубна Олександра Василівна | 02.11.2010            | вища               | позапартійна                | відділ культури і туризму РДА, зав.бібліотекою                         |
| 13       | Буратинський Василь Петрович  | 02.11.2010            | вища               | позапартійний               | тимчасово не працює                                                    |
| 14       | Стельмах Мирослав Дмитрович   | 02.11.2010            | середня спеціальна | позапартійний               | ПП «Альфа-Г», директор                                                 |
| 15       | Петриченко Ганна Іванівна     | 02.11.2010            | вища               | позапартійна                | Устянська загальноосвітня школа І-ІІ ст., вчитель                      |
| 16       | Тимофійчук Віта Петрівна      | 02.11.2010            | вища               | позапартійна                | Устянська сільськарада, секретар                                       |
| 17       | Буряк Галина Володимирівна    | 02.11.2010            | вища               | позапартійна                | Михалків фельдшерсько-акушерський пункт, завідувачка                   |
| 18       | Кондратенко Галина Богданівна | 02.11.2010            | вища               | позапартійна                | Устянська амбулаторія загальної практики — сімейної медицини, фельдшер |
| 19       | Дуткевич Іван Васильович      | 02.11.2010            | середня            | позапартійний               | тимчасово не працює                                                    |
| 20       | Данильчук Марія Дмитрівна     | 02.11.2010            | вища               | позапартійна                | пенсіонер                                                              |